# Ivanhoe
Ivanhoe ist ein 1820 veröffentlichter Roman von Sir Walter Scott und zugleich der Name der Hauptperson des Romans, des Kreuzritters Sir Wilfred of Ivanhoe.

Hauptthema ist die Rivalität zwischen den beiden großen hochmittelalterlichen „Nationen“ Englands, den Angelsachsen und Normannen, die sich während der Abwesenheit des rechtmäßigen Königs Richard Löwenherz durch die Intrigen seines Bruders und Statthalters verschärft.

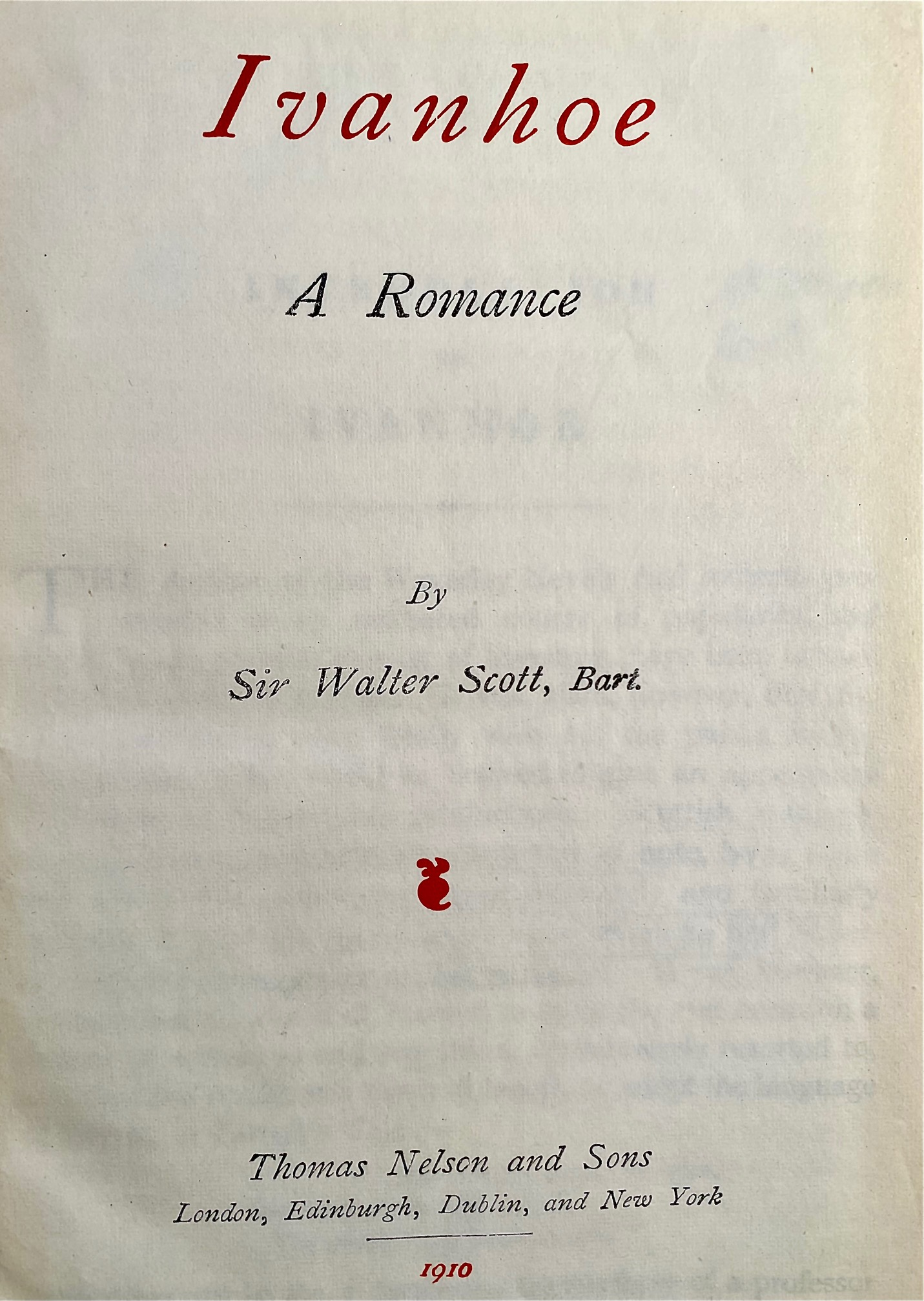
Erste Seite einer Dünndruckausgabe von 1910

Im fiktiven Zusammenspiel der Romanfiguren mit historischen Persönlichkeiten entsteht in Ivanhoe ein anschauliches Bild Englands am Ende des 12. Jahrhunderts und zugleich ein nationaler Mythos. Dieser „historische Roman gilt als einer der ersten seiner Art, als Vorbild für ein Genre, das bald in ganz Europa Nachahmung fand. Wer das Buch heute liest, mag über manches Klischee und die mitunter haarsträubende Handlung schmunzeln – gute Unterhaltung findet er allemal.“

## Handlung
Die Geschichte wird mit einiger Fantasie vor dem historischen Hintergrund der Rivalitäten zwischen Angelsachsen und Normannen in England etwa 130 Jahre nach dem Sieg Wilhelm des Eroberers, der Kreuzzüge und der Geiselnahme des englischen Königs Richard Löwenherz in Österreich erzählt. Die Abwesenheit König Richards für den Aufbau einer eigenen Hausmacht nutzend, stützt sich dessen jüngerer Bruder Johann Ohneland auf die normannischen Ritter und Barone, die ihre Macht auszuweiten versuchen. (Die normannischen Gegenspieler Ivanhoes tragen französische Namen, weil der angelsächsische alte Adel nach der Niederlage in Hastings 1066 n. Chr. weitgehend entmachtet wurde und der neue aus der Normandie damals meist Französisch sprach: Brian de Bois-Guilbert, Maurice de Bracy, Philippe de Malvoisin, Ralph de Vipont, Reginald Front-de-Boeuf, der Herr von Torquilstone …).
Der angelsächsische Ritter Ivanhoe kehrt aus Palästina, dem Heiligen Land, nach England zurück. Da er wegen seiner Gefolgschaft für den normannischen Richard Löwenherz und seiner Liebe zu Rowena, dem Mündel seines Vaters Cedric des Sachsen, von dessen Hof verstoßen worden war, hat er sich als Pilger verkleidet. Auf dem Hof seines Vaters sieht er Rowena wieder und begegnet dem normannischen Tempelritter Brian de Bois-Guilbert, der kürzlich ebenfalls aus Palästina zurückgekehrt ist und gegen den er dort siegreich im Turnier gekämpft hatte. In der stürmischen Nacht findet auch ein jüdischer Geldverleiher namens Isaac von York in dem Anwesen Zuflucht.

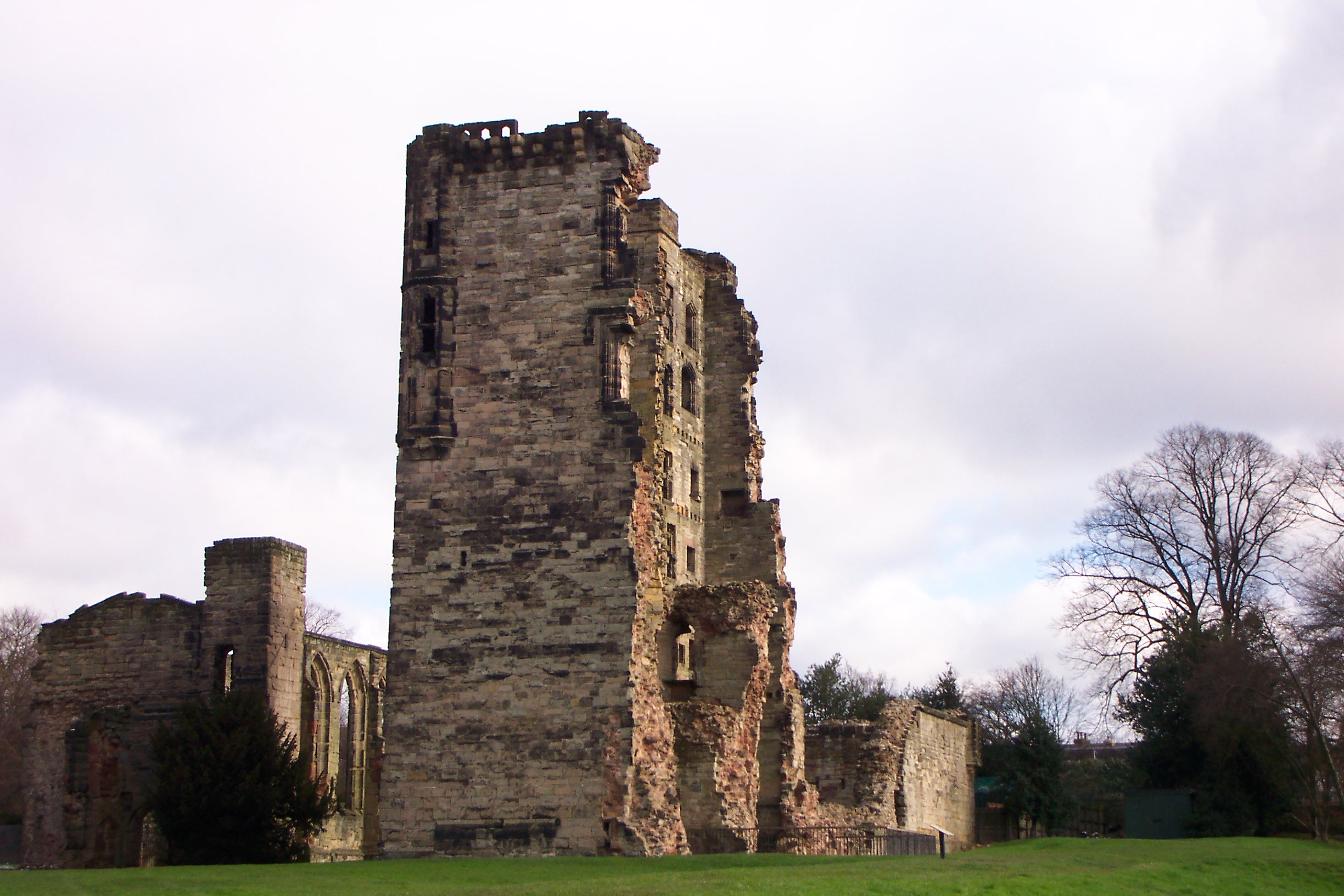
Heutiger Zustand von Ashby Castle, in der Nähe des ersten Turniers.

Cedric begibt sich anschließend wie all seine Gäste auf den Weg nach Ashby-de-la-Zouch, wo de Bois-Guilbert an einem Turnier teilnehmen will. Ivanhoe begleitet den Geldverleiher Isaac dorthin und schützt ihn so vor Überfällen. Zum Dank überlässt ihm der Jude eine Rüstung samt Pferd, womit auch Ivanhoe – zunächst inkognito als „enterbter Ritter“ (Disinherited Knight) – das Turnier besuchen kann, um den Sieg des Templers zu verhindern. Nachdem er mehrere normannische Kontrahenten wie Grantmesnil, die normannischen Grafen Philippe de Malvoisin und Reginald Front-de-Bœuf sowie Ralph de Vipont besiegt hat, gelingt es ihm zu guter Letzt, de Bois-Guilbert zu bezwingen. Er wird jedoch schwer verwundet. Der Geldverleiher Isaac und seine Tochter Rebekka nehmen Ivanhoe auf. Sie werden jedoch zusammen mit Ivanhoes Vater und Rowena von normannischen Rittern gefangen genommen und auf der Burg Torquilstone des normannischen Grafen Front-de-Bœuf festgesetzt. Dort gesteht der Ritter Maurice de Bracy Lady Rowena seine Liebe und seinen Wunsch, sie zu heiraten, wird aber abgewiesen. Ebenso erklärt der Tempelritter Bois-Guilbert Rebekka, dass er sie begehrt und sie zum Beischlaf zwingen werde und auch sie weist ihn ab, indem sie mit Selbstmord droht. Die Burg wird von Geächteten unter Führung von Robin von Locksley (Robin Hood) und dem weiterhin ohne Gefolgschaft auftretenden Schwarzen Ritter, dem bisher unerkannten Richard Löwenherz, angegriffen und erobert. De Bois-Guilbert gelingt unter Mitnahme von Rebekka als Gefangener die Flucht zu seinem Orden. Dort aber erscheint überraschend der Großmeister der Templer, Lucas de Beaumanoir, der Rebekka wegen Hexerei anklagt, da sie seinerzeit bei Miriam von Menassis, einer zum Tode auf dem Scheiterhaufen verurteilten Hexe, die Heilkunst erlernt habe.
Einige Zeugen sagen, was von ihnen verlangt wird und Rebekkas Lage scheint aussichtslos, da macht der nach wie vor in sie vernarrte Tempelritter sie bei seinem Verhör auf „Das Blatt, das Blatt!“ aufmerksam, das er ihr zuvor heimlich zugesteckt hat. Dort steht in arabischer Schrift: „Fordere einen Kämpfer.“ Rebekka tut das und ihr wird ein Gottesurteil per Gerichtskampf zugestanden, ein Zweikampf zwischen zwei Rittern. Sie erhält eine Frist von drei Tagen, um einen Kämpfer zu finden.

Als Vertreter der Templer ernennt der Großmeister Brian de Bois-Guilbert, um den Templer von dem angeblich auf ihm lastenden Hexenbann zu heilen. Als Rebekkas Kämpfer erscheint im letzten Moment Ivanhoe, nachdem er sich mit seinem Vater ausgesöhnt hat und Rowena heiraten darf. 

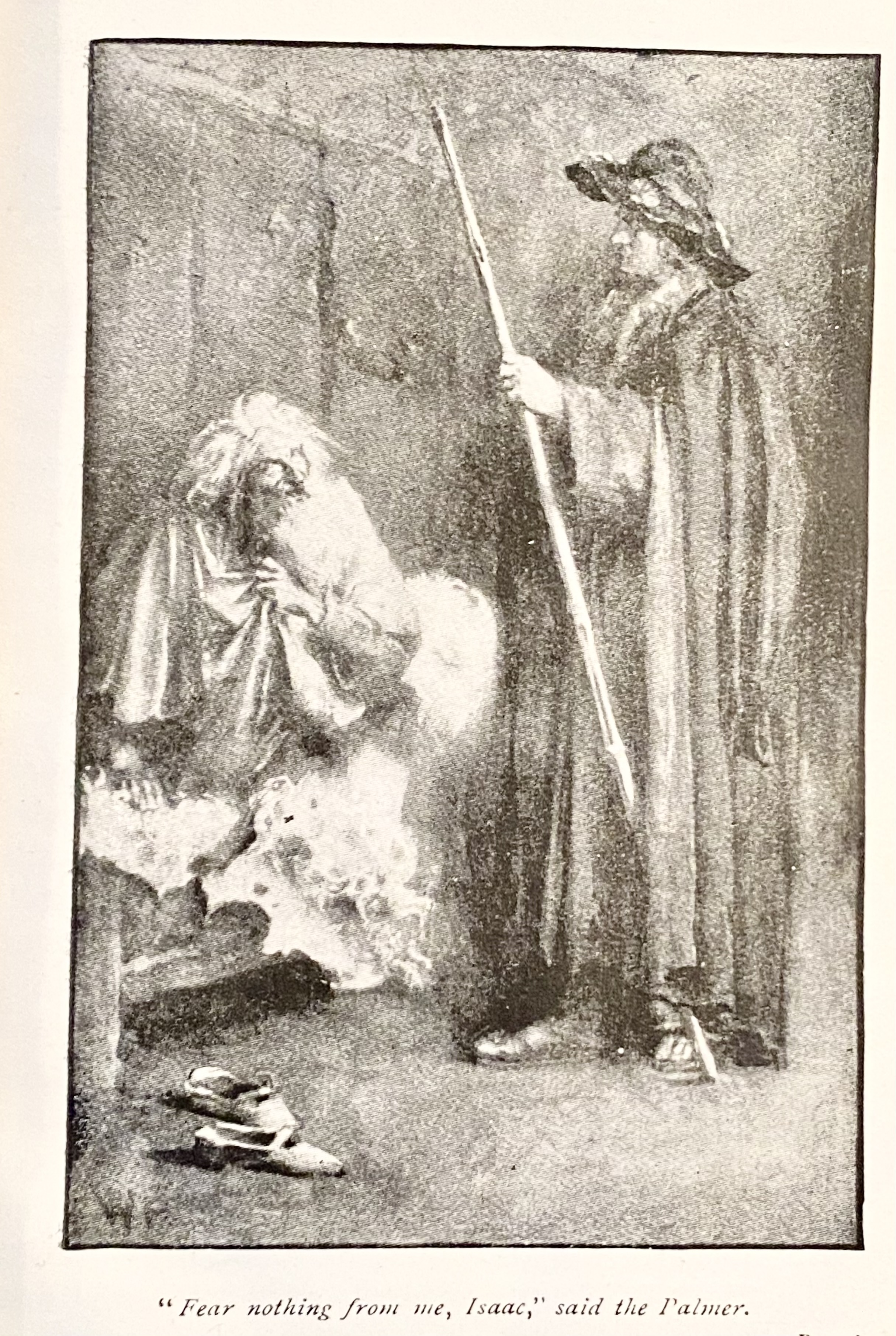
Ivanhoe, als Pilger verkleidet, warnt den Juden Isaac vor einem Anschlag (6. Kapitel. Zeichnung 1910)

Die Ritter kämpfen nur einen Gang: Bois-Gilberts Lanzenstoß wirft den von seiner Verletzung beim Turnier nur teilweise genesenen Ivanhoe samt Streitross zu Boden, dann aber fällt de Bois-Guilbert, obwohl kaum von Ivanhoes Lanze berührt, überraschend vom Pferd und stirbt: „Die Lanze seines Feindes hatte ihn nicht beschädigt – er war als ein Opfer seiner eigenen unbezähmbaren Leidenschaften gestorben.“
König Richard erscheint mit genügend Rittern, löst den Templerorden in England auf und zwingt seine Ritter, das Land zu verlassen. Ivanhoe und Lady Rowena heiraten, Richard vollendet die Wiederherstellung seiner Herrschaft und Rebekka verlässt mit ihrem Vater England Richtung Cordoba.

## Erzählweise
Der Roman wird der unterschiedlichen Handlungsorte und mehrerer Handlungsstränge wegen in drei größeren Abschnitten episodisch und kürzer oder länger pausierend erzählt. Jedem der 44 Kapitel ist „als Motto ein Zitat, etwa von Homer, Shakespeare oder Schiller, vorangestellt.“ Thema des ersten Abschnitts ist die Ankunft des Kreuzritters Wilfred von Ivanhoe in seiner Heimat aus Palästina, die Verleugnung durch seinen Vater sowie seine Turnierkämpfe gegen normannische Adlige (Kapitel 1 – 14). Thema des zweiten Abschnitts ist die Belagerung einer normannischen Burg (Kapitel 15 – 33) und im dritten Abschnitt die Entführung und Befreiung Rebekkas aus der Haft der Templer (Kapitel 34 – 44). Mehrfach bastelt Scott in den Handlungsverläufen für den Leser überraschende Lösungen, die nachträglich Empfehlungen zu einer Überarbeitung ausgelöst haben: Der rechtmäßige König, gegen Usurpation und Aufstand kämpfend, zieht anfangs allein durchs Land, hat nicht einmal einen einzigen Ritter und Knappen bei sich; ein Adliger steht zur rechten Zeit von den Toten auf; ein anderer Recke fällt als Opfer seiner inneren Leidenschaften zur rechten Zeit tot aus dem Sattel ... „Es gibt genügend Hinweise darauf, dass eine gründliche Überarbeitung die literarische Qualität hätte deutlich verbessern können.“

### Das soziale Feld
Der gesellschaftliche Raum wird zur Zeit der Handlung (historisch um 1193/94) als noch immer tief in zwei „Nationen“ gespalten gezeichnet, in die der Angelsachsen mit ihrem niedrigen Adel und die normannischen Prinzen und Barone, die seit dem Sieg über die Angelsachsen (Schlacht bei Hastings 1066) das Zentrum der Macht in England bilden. Auch der Übergang der englischen Krone von den normannischen Königen zum Haus Anjou-Plantagenet und damit zu Richard Löwenherz ändert daran nichts. Scott legt die Handlung nach Yorkshire in das Jahr von Richard Löwenherz´ Rückkehr nach England und dort können die Ruinen von Ashby-de-la-Zouch, einem der Turnierorte, heute noch besichtigt werden: In seiner Mischung von historischer Realität und Fiktion wird der Roman so zu einem Manifest nationaler Erinnerung, zu einem nationalen Denkmal. Scott förderte mit seinem bekanntesten Roman eine Romantisierung dieser abenteuerlichen Vergangenheit.

Ein allwissender Er-Erzähler wendet sich mit historischen Einschüben, Erläuterungen und Vergleichen an den Leser, dem er den Zugang zu seinem Bild einer mehr als 600 Jahre alten Geschichte erleichtern will. Hierfür verwendet er umfangreiche Beschreibungen des Settings der Anschaulichkeit und Glaubwürdigkeit wegen: So werden Baustile, Einrichtungen, Kleidungen, Essgewohnheiten, Waffen und Wettkämpfe ausführlich dargestellt und dem Leser historische Ereignisse ins Gedächtnis gerufen. Obgleich die Erzählung eine „romantische“ Welle in Europa auslöst, sind die Dialoge durchweg unsentimental, zwar emotional, aber vom Standpunkt der Figuren immer reflektiert und argumentierend; um Gedanken zu erzählen werden statt eines inneren Monologs oder erlebter Rede, die noch nicht erfunden sind, Selbstgespräche in wörtlicher Rede benutzt. 

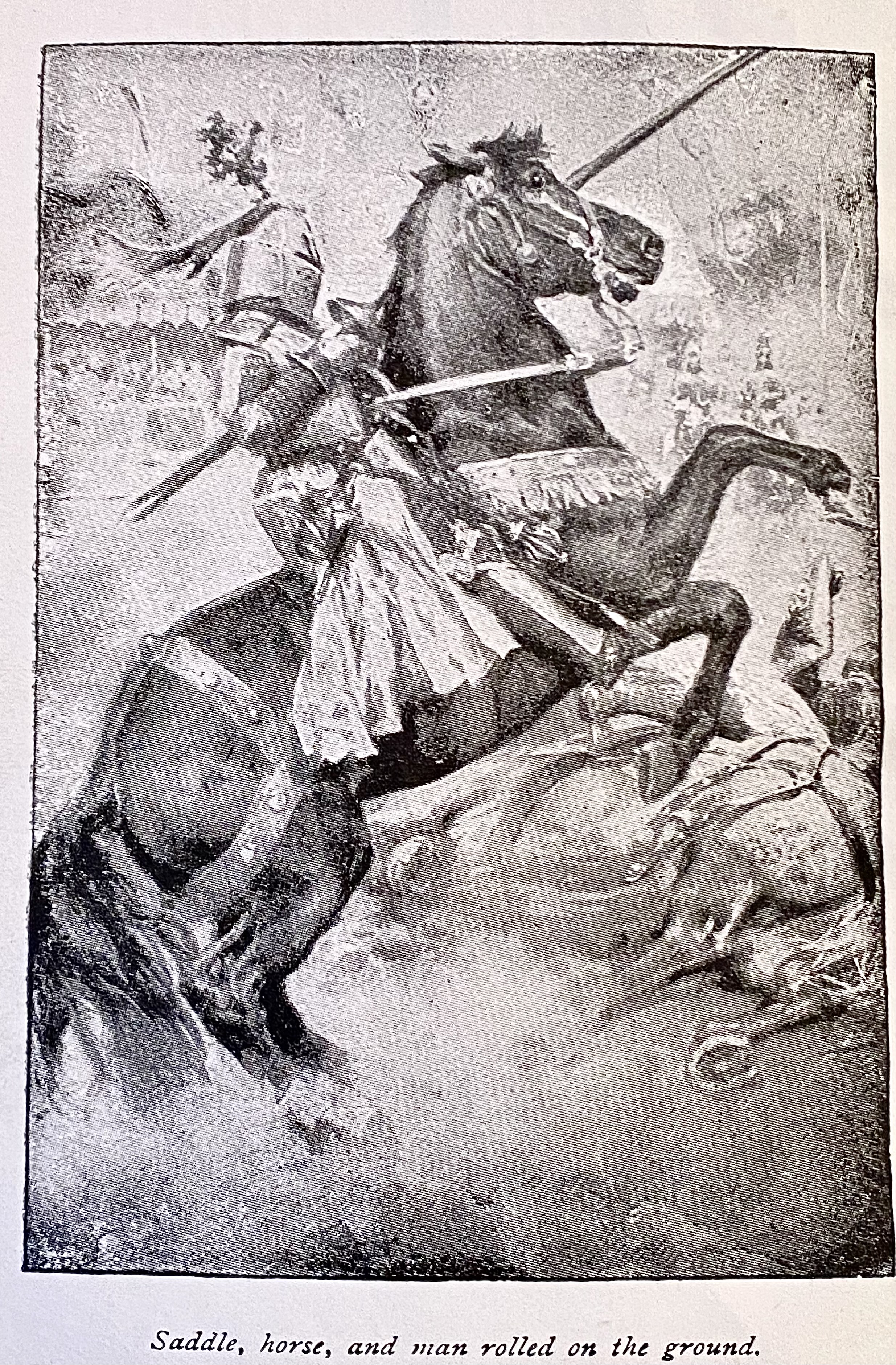
Ivanhoe besiegt im ersten Turnier als "Enterbter Ritter" seinen Gegner Brian de Bois-Guilbert (8. Kapitel. Zeichnung 1910)

### Habitus der Figuren
Alle Figuren des Romans bewegen sich in einem Spannungsfeld der Positionen, in dem die Charaktere umso eindimensionaler dargestellt werden, je mehr sie sich als Nachkommen der Sieger und Besiegten in gefestigten Positionen gegenüberstehen. So z. B. die normannischen Barone mit brutalen und in Sprache und Kleidung zwar verfeinerten Lebensformen Front-de-Boeuf, Malvoisin und de Bracy sowie der rustikale angelsächsische Than Cedric of Rotherwood, Ivanhoes Vater. Das effektive normannische Herrschaftssystem lässt an den Extremen der Machtachse differenziertere Charaktere kaum zu, die Protagonisten treten auf als Personifizierung ihrer Positionen: „Bei allem Detailreichtum und aller Lebendigkeit erscheinen Scotts Figuren bisweilen als Stereotype und bloße Verkörperungen eines Nationalcharakters.“

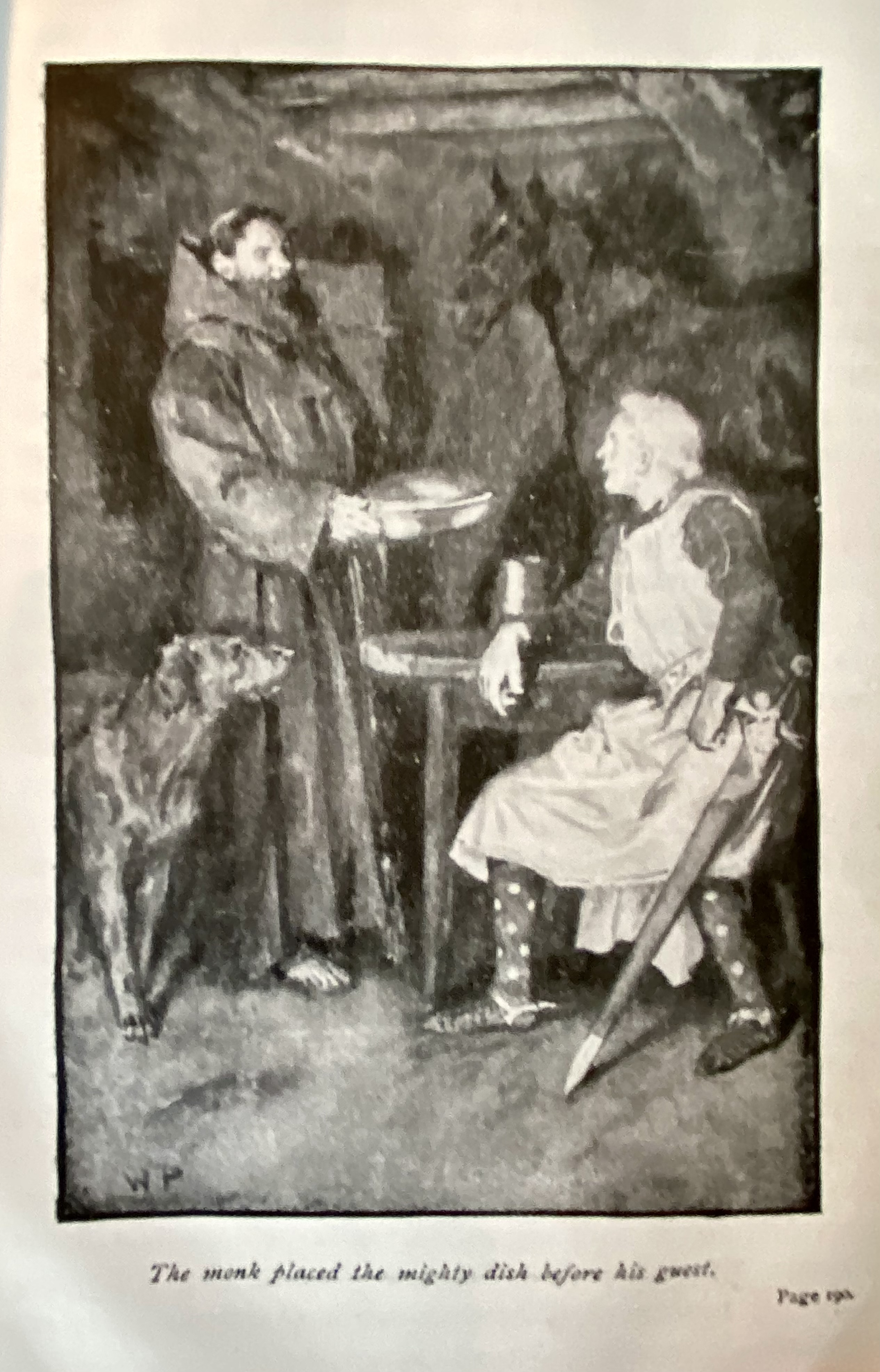
Der Schwarze Ritter (Richard Löwenherz) verspeist mit Bruder Tuck die geheimen Vorräte (16. Kapitel. Zeichnung 1910)

Andere Akteure bewegen sich in einem Mittelbereich dieses antagonistischen Machtfeldes, das die Entfaltung ihrer Talente, ihrer persönlichen Strategien und Netzwerke sowohl ermöglicht als auch erzwingt. Diese Figuren haben ihre angestrebte gesellschaftliche Stellung noch nicht erreicht: Prinz John, Regent und Bruder des abwesenden Königs, bangt um seinen Einfluss; Ivanhoe, der sich anfangs unter Pseudonym als „Enterbter Ritter“ in die Liste des ersten Turniers einträgt und auf seinem Schild eine entwurzelte Eiche zeigt; der Templer de Bois-Guilbert, der nicht leicht wieder in die bestehenden feudalen Strukturen integriert werden kann ... Oder die Charaktere sind in einer unsicheren Position und von der Protektion anderer abhängig: so Wamba, der kluge Narr an Cedrics Hof; der Jude Isaak und seine Tochter Rebekka, die beide wegen der aggressiven Diskriminierungen der Juden fast den Status von Vogelfreien haben ... Manche Identitäten (Schwarzer Ritter, Enterbter Ritter, Locksley) werden erst lange nach ihrem ersten Auftreten gelüftet: Unsicherheit ist daher die generative Formel, das Entstehungsgesetz der differenzierteren Charaktere. Die Resonanz der geschilderten sozialen Beweglichkeit der Figuren könnte auch damit zusammenhängen, dass Scotts Zeitgenossen in seinem Gemälde mehr Freiräume für sich sahen als in ihrer eigenen Zeit: „Der schottische Autor verklärt das Mittelalter mit seinem Ständesystem zu einer Welt, die Helden zulässt.“
Neben Ivanhoe, der fast nur im ersten Teil des Romans als Protagonist auftritt, und neben den normannischen Adligen treiben im zweiten und dritten Teil eine Reihe von Figuren die Handlung voran, die um drei bis vier feudale Ständestufen unter Richard Löwenherz und seinem königlichen Bruder stehen. Die Breite des gesellschaftlichen Panoramas wird als Einfluss der ähnlich diversen shakespearischen Figurenensembles gesehen.
Besonders hervorzuheben ist die Rolle des Juden Isaak von York, der einerseits, durch die Umstände gezwungen, als nüchtern seinen Vorteil kalkulierender Geldverleiher, andererseits als treuer Helfer seines Retters Ivanhoe gezeichnet wird. Wenn auch bei ihm noch antisemitische Vorurteile die Figur mitprägen, so wird mit seiner Tochter Rebekka ein selbstbewusstes Frauenbild entworfen, das die Zeitgenossinnen des Autors selten erreicht haben dürften: Sie ist prinzipienfest nach dem Dekalog, ist als Heilerin mit einer Berufung ohne Standesdünkel aktiv und argumentiert wiederholt gegen die Widersprüche der männlichen Ruhmsucht.

## Nationaler Mythos
Scott lässt Richard Löwenherz versichern: Robin Hood werde „niemanden finden, dem England und das Leben jedes Engländers mehr am Herzen liegt als mir“, er sei ein „wahrer englischer Ritter“. Die wenigen Monate Aufenthalt des historischen Richard in England, die England aufgebürdeten ungeheuren Lasten für seine Kriege auf dem Kontinent und im östlichen Mittelmeer sind vergessen und gehen damit ein in den Mythos einer segensreichen englischen Monarchie. Sowohl der Cedric-Ivanhoe- als auch der Angelsachsen-Normannen-Konflikt und der Kampf um die Stabilisierung der Monarchie gegen die marodierenden Barone sind am Ende entschieden: Eine gemeinsame Zukunft zweier Völker als einheitlicher Nation wird möglich – auch durch das Engagement des rechtmäßigen Königs als Deus ex Machina.
Robin Hood, der Captain der Outlaws, setzt durch seine Kooperation mit Richard Löwenherz noch einen besonderen Ton: Er wird als Führer eines legitimen Widerstands gegen Usurpation und Tyrannei gezeichnet und damit sowohl als Stütze der legitimen Monarchie als auch als Bedrohung aller illegitimen Herrschaft. Der sagenhafte Robin Hood des 12. Jahrhunderts wird das fiktive Vorbild des Staatstheoretikers John Locke im späten 17. Jahrhundert aus der Perspektive eines Autors des frühen 19. Jahrhunderts: „ ... und die Macht fällt zurück an das Volk, das dann ein Recht hat, zu seiner ursprünglichen Freiheit zurückzukehren und (...) für seine eigene Sicherheit und seinen Schutz zu sorgen“, wie Locke in seinen Two Treatises das Widerstandsrecht des Volkes begründet. Indem der Monarch sich dem Usurpator seines Throns zusammen mit dem das Gesetz verteidigenden ´Gesetzlosen´ entgegenstellt, personifiziert Scott den Gesellschaftsvertrag der konstitutionellen Monarchie Englands, das Zusammenspiel von König und Parlament, in diesen beiden Figuren. Zugleich erhält die Staatsform ihre weit zurückreichenden, überhistorischen Weihen – was vielleicht den Erfolg dieser narrativen Erfindung beim Publikum und in Adaptionen, Fortsetzungen und Filmen erklärt: „Wie der Einzelne, so ist die Nation der Endpunkt einer langen Vergangenheit von Anstrengungen, Opfern und Hingabe. (...) Eine heroische Vergangenheit, große Männer, Ruhm (...) – das ist das soziale Kapital, auf dem man eine nationale Idee gründet.“ In der Verbindung von Geschichte, Fantasie und nationalem Mythos gelingt Scott mit seinem Ivanhoe „eine neue Variante des historischen Romans: ein umfassendes historisches Panorama.“

## Ausgaben
- Walter Scott: Ivanhoe. A Romance, London, Edinburgh, Dublin and New York: Thomas Nelson and Sons 1910
- Walter Scott: Ivanhoe. Übersetzt und bearbeitet von Richard Zoozmann. Th. Knaur Nachf., Berlin (um 1925)
- Walter Scott: Ivanhoe. Historische Romane. Deutsch von Christine Hoeppener. Rütten & Loening, Berlin 1952.
- Walter Scott: Ivanhoe. University Press, Edinburgh 1998, ISBN 0-7486-0573-8.
- Walter Scott: Ivanhoe. Roman. Dtv, München 2007, ISBN 978-3-423-13587-0.

## Neuauflagen, Adaptionen und Fortsetzungen
„Sowohl bei den Kritikern als auch bei den Lesern war Ivanhoe ein großer Erfolg. Innerhalb von nur zwei Wochen war die erste Auflage von 10000 Exemplaren vergriffen, schon bald folgte eine zweite und eine dritte.“
Bereits 1826 erschien in Paris das Pasticcio Ivanhoé mit Musik von Rossini, das der Musikverleger Antonio Pacini mit dessen Genehmigung zusammengestellt hatte. Auch Heinrich Marschners 1829 uraufgeführte Oper Der Templer und die Jüdin und Otto Nicolais Oper Il templario (Uraufführung 1840) basieren auf Scotts Roman, ebenso die 1891 im Londoner Royal English Opera House (dem heutigen Palace Theatre) uraufgeführte Oper Ivanhoe von Arthur Sullivan.
Kurt Vethake produzierte ein Hörspiel nach dem Roman mit Eberhard Krug in der Rolle des Ivanhoe.
Im Jahr 1850 hat der Schriftsteller William Makepeace Thackeray die Geschichte mit seinem Werk Rebecca and Rowena fortgeschrieben.

## Filme
In den verschiedenen Bearbeitungen des Stoffes wird die von Sir Walter Scott erfundene Figur des Ritters Ivanhoe zunehmend mit dem viel älteren Mythos um Robin Hood verwoben.

### Kino
- 1911: Ivanhoe; USA, Regie: J. Stuart Blackton
- 1913: Ivanhoe; USA, Regie: Herbert Brenon
- 1913: Ivanhoe; Wales, Regie: Leedham Bantock
- 1952: Ivanhoe – Der schwarze Ritter; USA/GB, Regie: Richard Thorpe, mit Robert Taylor und Elizabeth Taylor – wurde für drei Oscars nominiert.
- 1964: Die Rache des Ivanhoe; Italien, Regie: Tanio Boccia
- 1983: Die Ballade vom tapferen Ritter Ivanhoe (Баллада о доблестном рыцаре Айвенго); UdSSR, Regie: Sergei Tarassow

### Fernsehen
- 1982: Ivanhoe; USA, Regie: Douglas Camfield, ein Fernsehfilm mit Anthony Andrews als Ivanhoe, Sam Neill als Brian de Bois-Guilbert, Julian Glover als König Richard und John Rhys-Davies als Reginald Front-de-Boeuf.
- 1995: Ivanhoe, der junge Ritter; Regie: Ralph L. Thomas

Es gibt weitere zahlreiche Fernsehadaptionen, unter anderem die Fernsehserie Ivanhoe (1958) mit Roger Moore in der Titelrolle, sowie eine Miniserie vom BBC aus dem Jahre 1997 unter der Regie von Stuart Orme mit Steven Waddington als Wilfred von Ivanhoe.